# Wabasso cacuminatus
Wabasso cacuminatus là một loài nhện trong họ Linyphiidae.
Loài này thuộc chi Wabasso. Wabasso cacuminatus được Alfred Frank Millidge miêu tả năm 1984.